# Ahmed Ammi
Ahmed Ammi (en árabe: أحمد عمي‎;  19 de enero de 1981) es un futbolista marroquí. Juega como defensa en el club VVV-Venlo de la Eredivisie cedido por el ADO Den Haag.

## Carrera
Ammi nació en Tensamán, Marruecos, pero siendo joven se mudó a Holanda. Inició su carrera como futbolista en el club amateur SV Blerick, pero luego pasó al equipo juvenil del VVV-Venlo, que en ese tiempo era conocido simplemente como VVV. Debutó en la temporada 2000-01, cuando el VVV jugó en la Segunda división holandesa. 
Ammi dio su siguiente paso en el 2006, al firmar por el NAC Breda. Luego de jugar por solo una temporada en el Breda pasó a jugar al ADO Den Haag en el 2008. Actualmente se encuentra en el VVV-Venlo en calidad de cedido.

## Clubes
| Club         | País         | Año         |
| ------------ | ------------ | ----------- |
| VVV-Venlo    | Países Bajos | 2001 - 2007 |
| NAC Breda    | Países Bajos | 2007 - 2008 |
| ADO Den Haag | Países Bajos | 2008 - 2012 |
| VVV-Venlo    | Países Bajos | 2012 -      |